# Помста: Історія Тоні Сімо
«Помста: Історія Тоні Сімо» (англ. Vengeance: The Story of Tony Cimo) — американський телевізійний фільм 1986 року.

## Сюжет
Тоні, син убитих покидьком батьків, невіривть у те, що правосуддя здійсниться. Вбивця засуджений судом до вищої міри покарання, але виконання вироку постійно відкладаєть. Молодий чоловік вирішує взяти справу в свої руки, він клянеться помститися за вбивство своїх батьків і наймає злочинця, що відбуває покарання, для того щоб той влаштовав вибух у камері смертника.
Роблячи це, Тоні Сімо наймає засудженого вбивцю, який працює у в'язниці, щоб створити бомбу, яка вбиває вбивць його батьків.
Пізніше Сімо був засуджений до восьми років ув'язнення, які він відсидів три роки. Він помер у 2001 році. Сімо надіслав речовини для створення бомби в’язню, якого згодом стратили на електричному стільці в Південній Кароліні 6 вересня 1991 року.
У фільмі, через юридичні проблеми щодо його триваючих апеляцій під час виробництва, ім'я спільника Сімо, Дональд Гаскінс (Donald Henry "Pee Wee" Gaskins), було змінено.

## У ролях
| Актор              | Роль                          |
| ------------------ | ----------------------------- |
| Бред Девіс         | Тоні Сімо                     |
| Роксанна Харт      | Джен Сімо                     |
| Бред Дуріф         | Ламар Сандс (Дональд Гаскінс) |
| Майкл Біч          | Рудольф Тайнер                |
| Вейн Тіппіт        | Білл Мун                      |
| Френсіс Макдорманд | Бріджетт                      |
| Чак Паттерсон      | Лерой Скелтон                 |
| Кесс Морган        | Рене Бентон                   |
| Джойс О'Брайен     | Кім Мун                       |
| Вільям Конрад      | Джим Данн                     |
| Фріц Броннер       | Дін Бентон                    |
| Джилл Фезерстоун   | Террі Сімо                    |
| Марсі Лешей        | Шеріл Сімо                    |
| Джоді Вілсон       | Міртл Мун                     |
| Грегг Перріш       | Маршалл                       |
| Карл Джей Кофілд   | Бенджамін Фінч                |
| Боб Фонтейн        | Ральф Мерфі                   |
| Вільям Рід         | Боб Перкінс                   |
| Джуліан Берд       | офіцер Слокум                 |
| Річард Е. Гарвін   | капітан поліції               |